# Théodore Fraenkel
Théodore Fraenkel (* 21. April 1896 in Paris; † 25. Januar 1964 ebenda) war ein französischer Arzt und Schriftsteller mit russischen Wurzeln. Er zählte erst zu den Dadaisten, später dann zu den Surrealisten.

## Leben und Wirken
Fraenkels Eltern emigrierten 1890 aus dem russischen Kaiserreich nach Frankreich und ließen sich in Paris nieder. Während der Präsidentschaft Émile Loubets bekam Fraenkel 1904 die französische Staatsbürgerschaft verliehen.

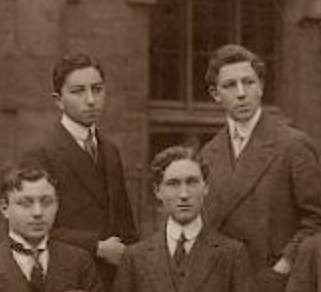
Théodore Fraenkel (oben links), neben ihm André Breton, Detail eines Klassenfotos (1912)

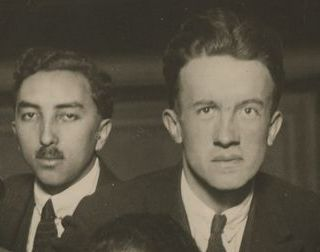
1920 in Paris: Théodore Fraenkel (links im Bild) neben Paul Éluard

1907 kam Fraenkel ans Lycée Chaptal, wo er noch im selben Jahr André Breton kennen lernte. Angelehnt an die antiken Sophisten gründeten die beiden während ihrer Schulzeit den Club des Sophistes. Nach seinem Baccalauréat bewarb sich Fraenkel um das „Certificat d'études, physiques, chimiques et biologiques“ (PCN), um sich für ein Studium der Medizin vorzubereiten.
Im Ersten Weltkrieg kam Fraenkel an das Militärhospital nach Nantes (Département Loire-Atlantique), wo er seinen Schulfreund Breton wiedertraf. Durch diesen machte er die Bekanntschaft von Jacques Vaché, der ihm später als Modell für „Théodore Letzinski“ in seiner Novelle Le sanglant symbole dienen sollte. Im Rang eines Hilfsmediziners nahm Fraenkel an den Schlachten im September/November 1915 teil.
Anfang 1917 konnte Fraenkel seine Militärzeit unterbrechen und nach Paris gehen. Dort lernte er Pierre Albert-Birot kennen und dessen avantgardistische Zeitschrift SIC. Bereits im Juli 1917 entsandte man Fraenkel als Militärarzt nach Odessa. Von dieser Mission kehrte er aber schon im Oktober desselben Jahres zurück, da der russische Bürgerkrieg einen längeren Aufenthalt vereitelte.
Bald nach dem Waffenstillstand von Compiègne kam die Demobilisierung, und Fraenkel konnte sein Studium in Paris wieder aufnehmen. Nebenbei durfte er – bedingt durch seine Erfahrungen in den Frontlazaretten – bereits als Zivilarzt arbeiten.
Anfang 1920 sah man Fraenkel im Kreis von Louis Aragon, Paul Éluard, Francis Picabia, Philippe Soupault und Tristan Tzara. Er schrieb in dieser Zeit seine ersten Stücke und inszenierte Lesungen mit Texten seiner Freunde. 1922 heiratete er in Paris eine immigrierte Rumänin, Bianca Maklès. Die drei Schwestern seiner Ehefrau heirateten nacheinander drei seiner Freunde: Sylvia den Schriftsteller Georges Bataille, Rose André Masson und Simone Jean Piel.
Max Ernst malte 1922 das Bild Das Rendezvous der Freunde, auf dem er neben anderen Freunden auch Théodore Fraenkel verewigte.
1931 starb Bianca Fraenkel in Carqueiranne (Département Var). Zwei Jahre später heiratete Fraenkel in zweiter Ehe Marguerite, eine Tochter des Schriftstellers Julien Luchaire.
Zu Beginn des Bürgerkriegs in Spanien ging Fraenkel nach Spanien und schloss sich den Republikanern an. 1939 kehrte er wieder nach Frankreich zurück. Sein Credo „Nie wieder Krieg“ endete, als er sich der Résistance anschloss, um gegen die deutsche Besetzung zu kämpfen. Die Befreiung vom Nationalsozialismus und das Kriegsende erlebte Fraenkel im Rang eines Lieutenant-Colonels.
Am 6. September 1960 gehörte Fraenkel zu den Unterzeichnern des Manifests der 121.
Obwohl er als Arzt um die Probleme wusste, vernachlässigte er seinen Bluthochdruck und starb am 25. Januar 1964 an einer Hirnblutung. Auf persönlichen Wunsch wurde er ohne Zeremonie auf dem Friedhof von Thiais (Département Val-de-Marne) anonym bestattet.